# Пуэйрредон, Прилидиано
Прилидиано Пуэйрредон (исп. Prilidiano Pueyrredon; 24 января 1823, Буэнос-Айрес — 3 ноября 1870, Буэнос-Айрес) — аргентинский живописец, скульптор, архитектор и инженер. Представитель костумбризма в изобразительном искусстве.

## Биография

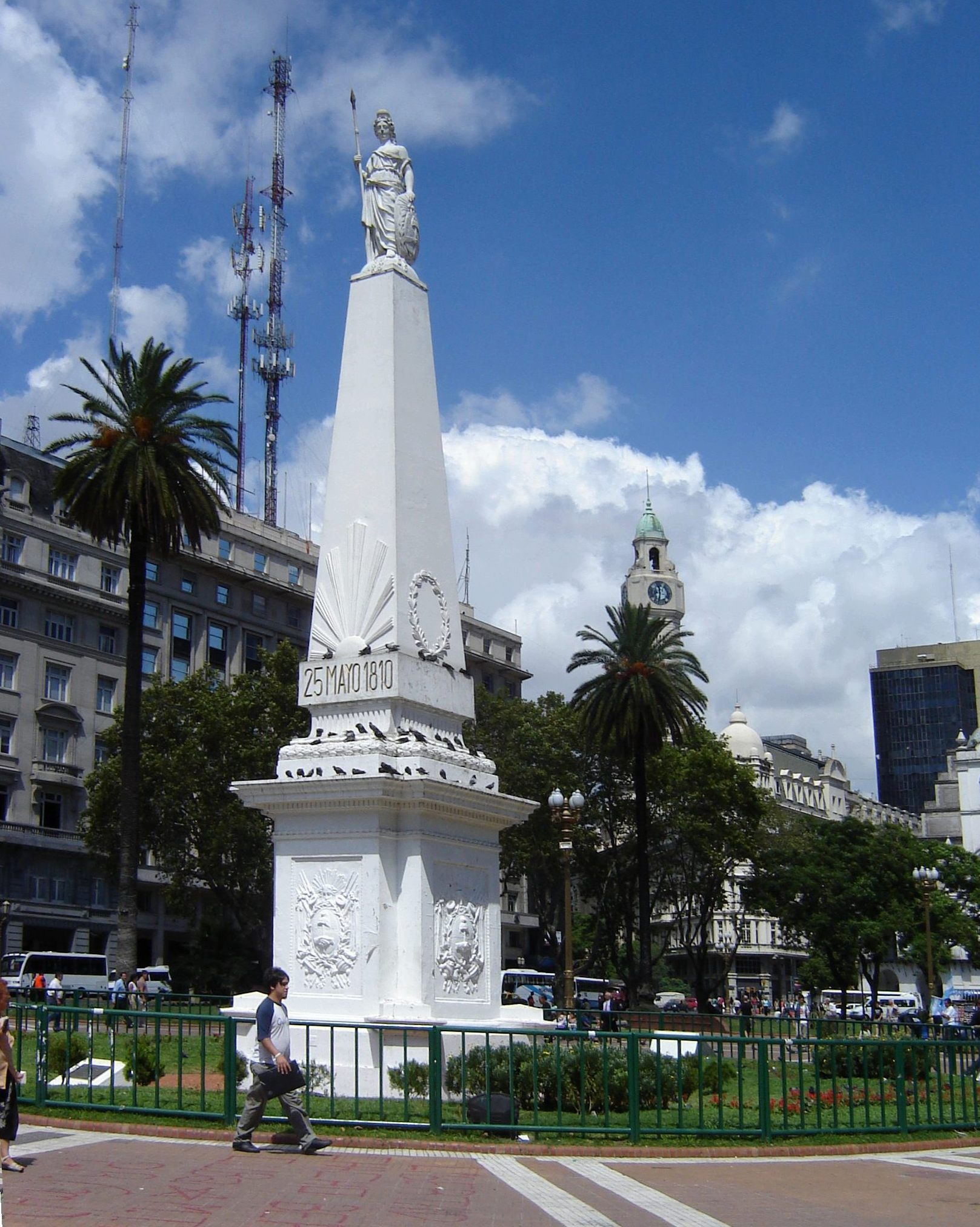
Майская пирамида в Буэнос-Айресе

Единственный сын Хуана Мартина де Пуэйрредона, генерала и политического деятеля Аргентины XIX века, верховного правителя Объединённых провинций Рио-де-ла-Платы (1816—1819) и аристократки Марии Калиште Телеш-и-Кавидес. С 1835 Пуэйрредон с семьёй проживал в Европе. Обучался рисунку и живописи в Национальной академии в Париже, позже в Кадисе. В 15-летнем возрасте много путешествовал по Европе и Бразилии. В 1841 после возникших обострений в отношениях Франции и Аргентины покинул Европу и уехал в Рио-де-Жанейро. Через три года отправился в Париж, где учился инженерному делу. В Париже в 1844 году наладил контакты с французскими живописцами.
В 1849 году, в связи с болезнью отца, семья вернулась в Буэнос-Айрес и начинает работать в качестве художника-портретиста и жанриста. Изобразил отца, который умер в следующем год. Вскоре П. Пуэйрредон стал известным столичным художником, благодаря своим портретам представителей аристократии, пейзажам и жанровым полотнам, первым в Буэнос-Айресе стал создавать картины в жанре ню.
В качестве скульптора прославился созданием ряда памятников, среди которых, Майская пирамида (исп. Pirámide de Mayo), установленная на центральной площади столицы Аргентины — площади Мая, на площади Каса Росада и скульптурных работ на кладбище Реколета.
Занимался инженерными и архитектурными общественными работами, проектировал городскую застройку и постройку порта, нынешней резиденции президента Аргентины и др.
В 1869 году он заболел диабетом. Его здоровье резко ухудшилось и в следующем году художник умер в Буэнос-Айресе. Похоронен на кладбище Реколета.
Многие работы П. Пуэйрредона хранятся ныне в Национальном музее изобразительного искусства в городе Буэнос-Айресе.

## Память
Ныне имя живописца носит отделение визуальных искусств Национального университета искусства в Буэнос-Айресе, как и существовавшая до этого Высшая школа изящных искусств.

## Галерея

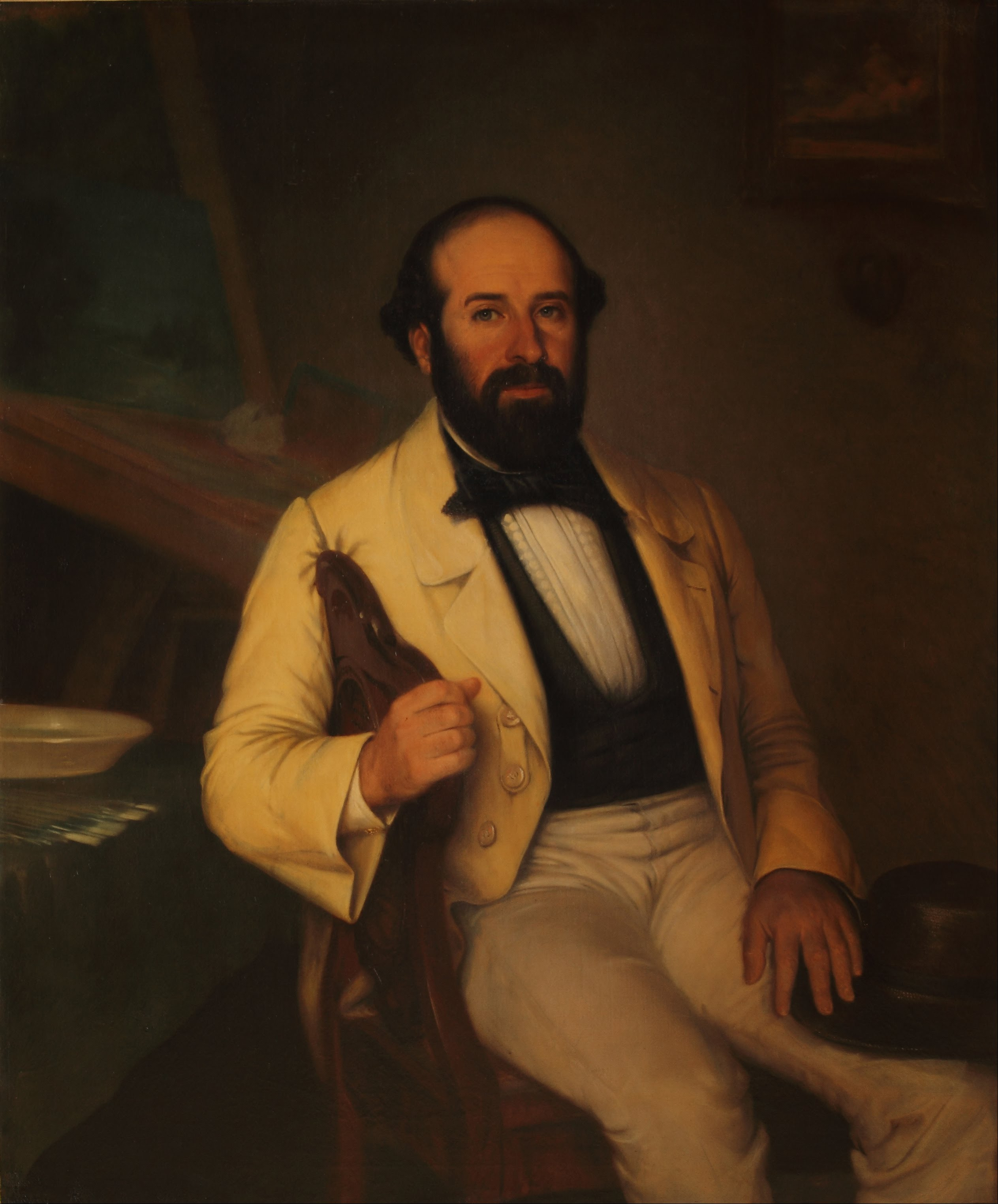
Портрет Сантьяго Кальсадилья
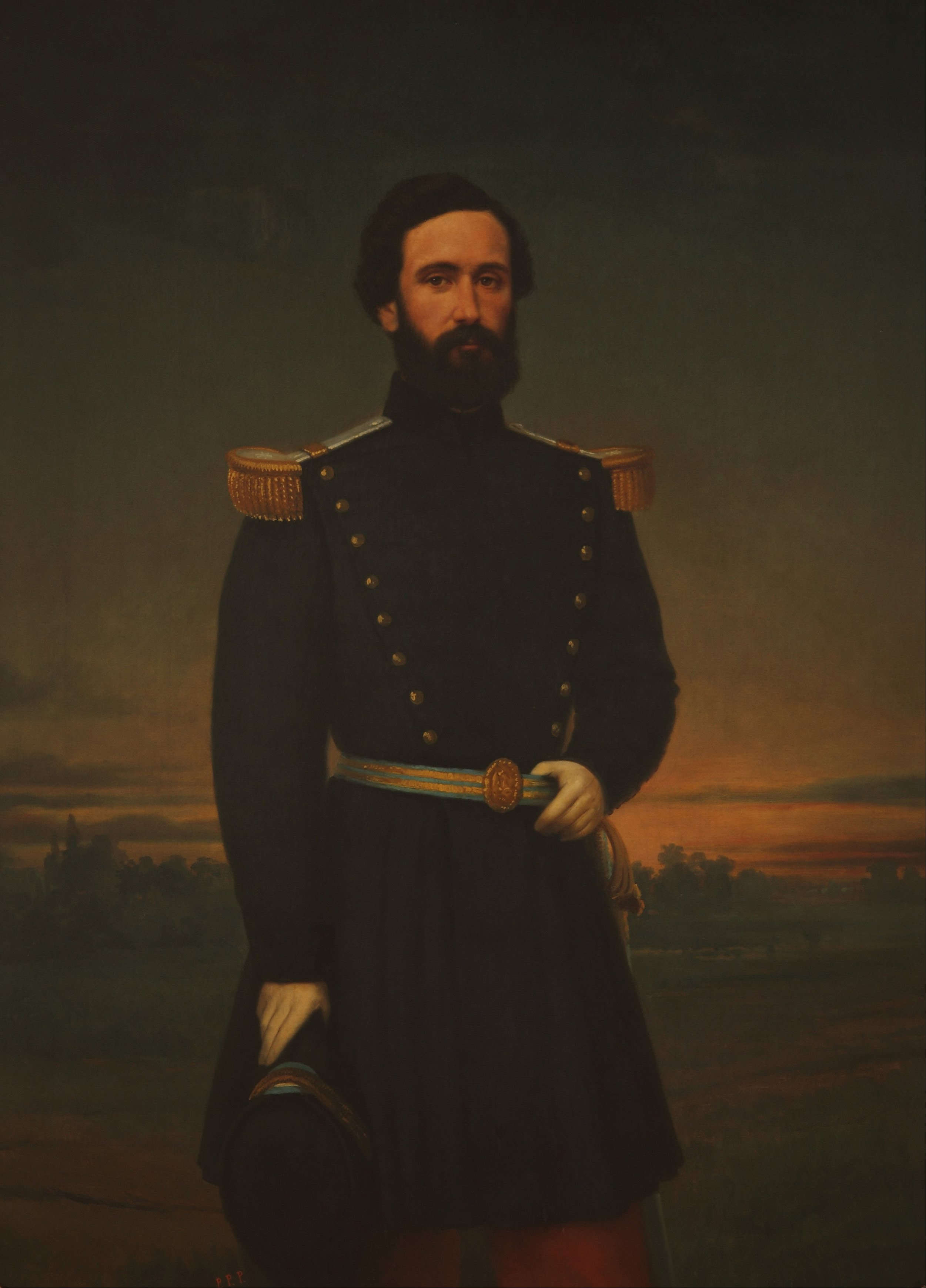
Портрет дона Алехандро Диаса
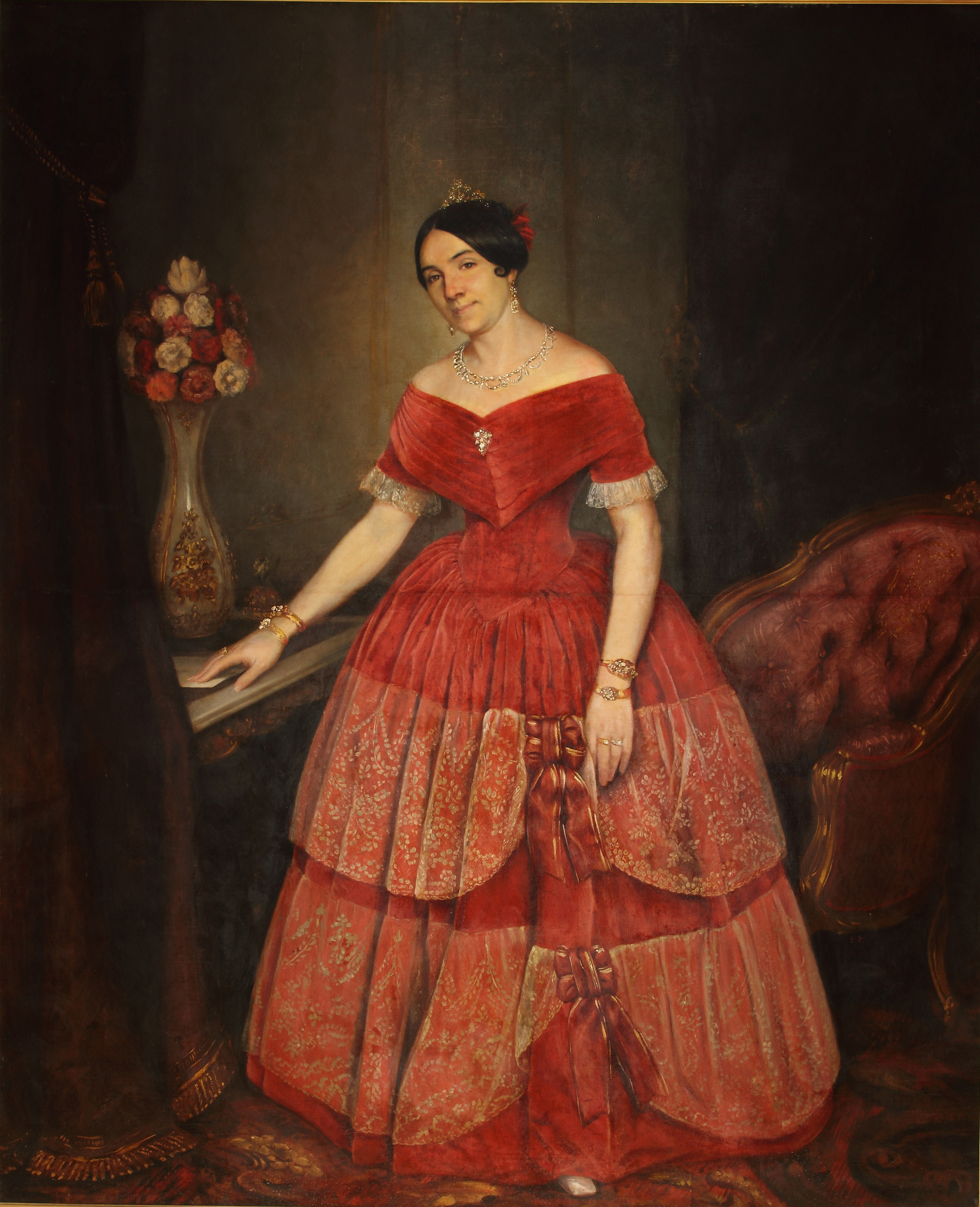
Портрет Мануэлы де Росас Терреро
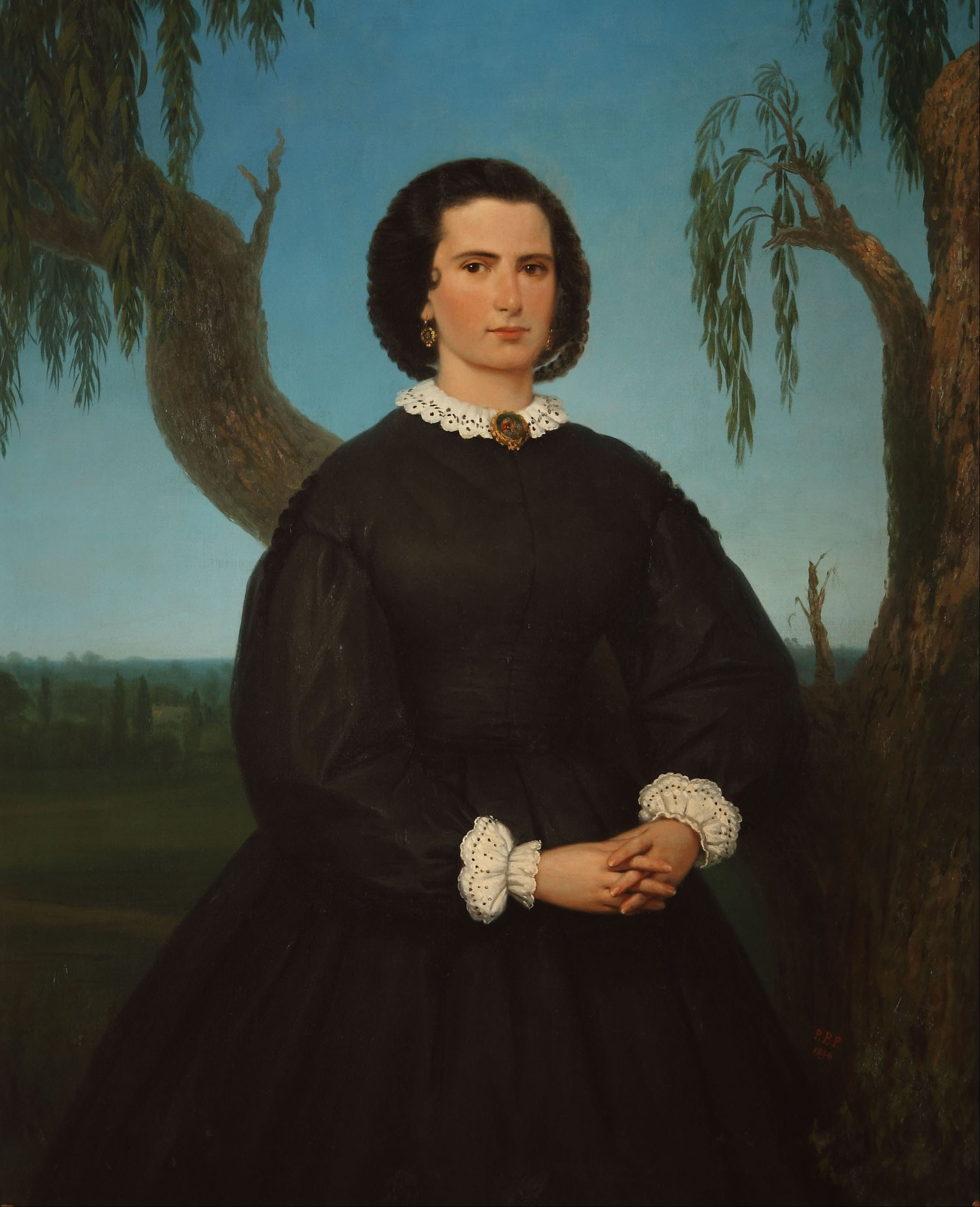
Портрет доньи Йозефы Саенс Вальенте
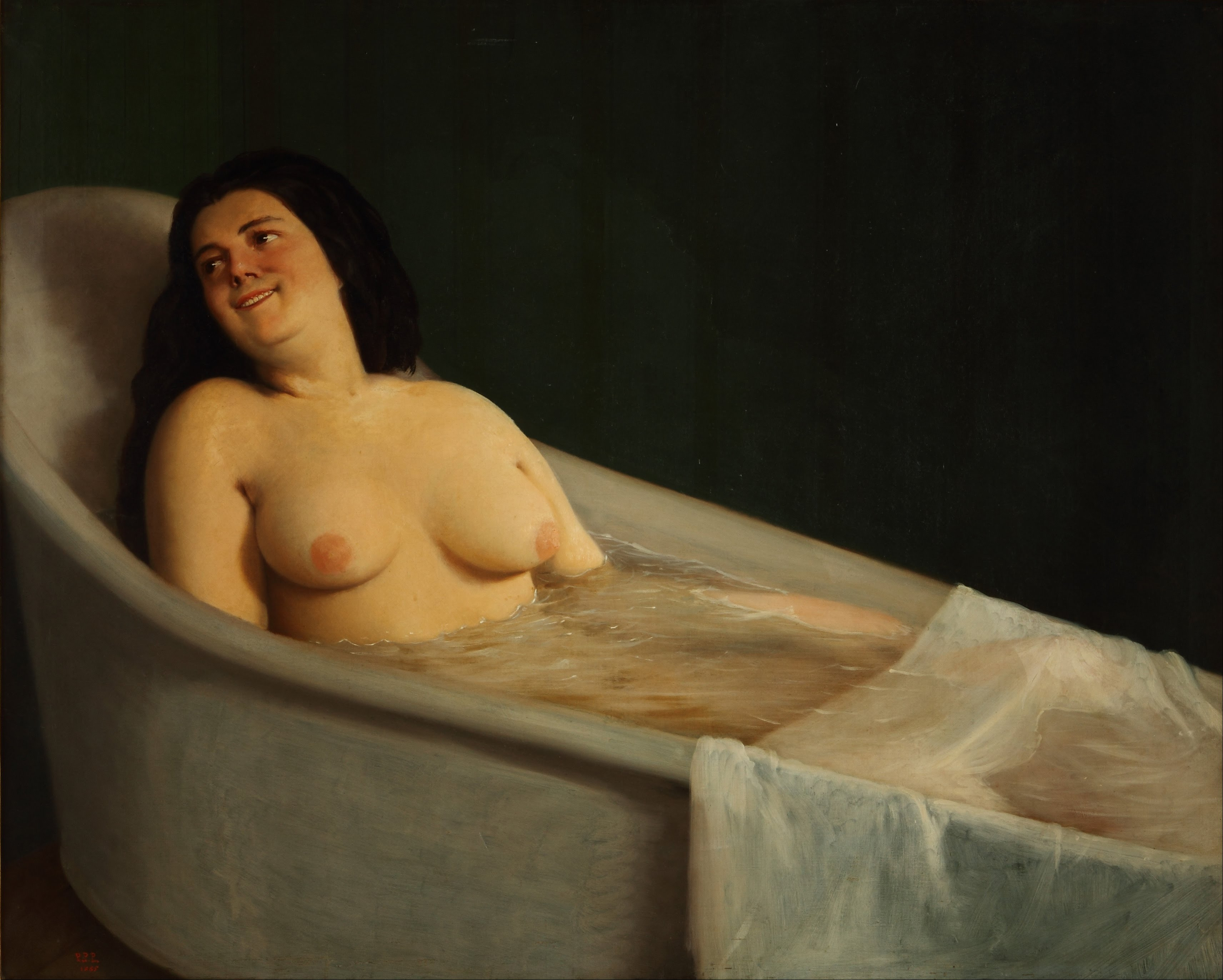
Баня (1865)

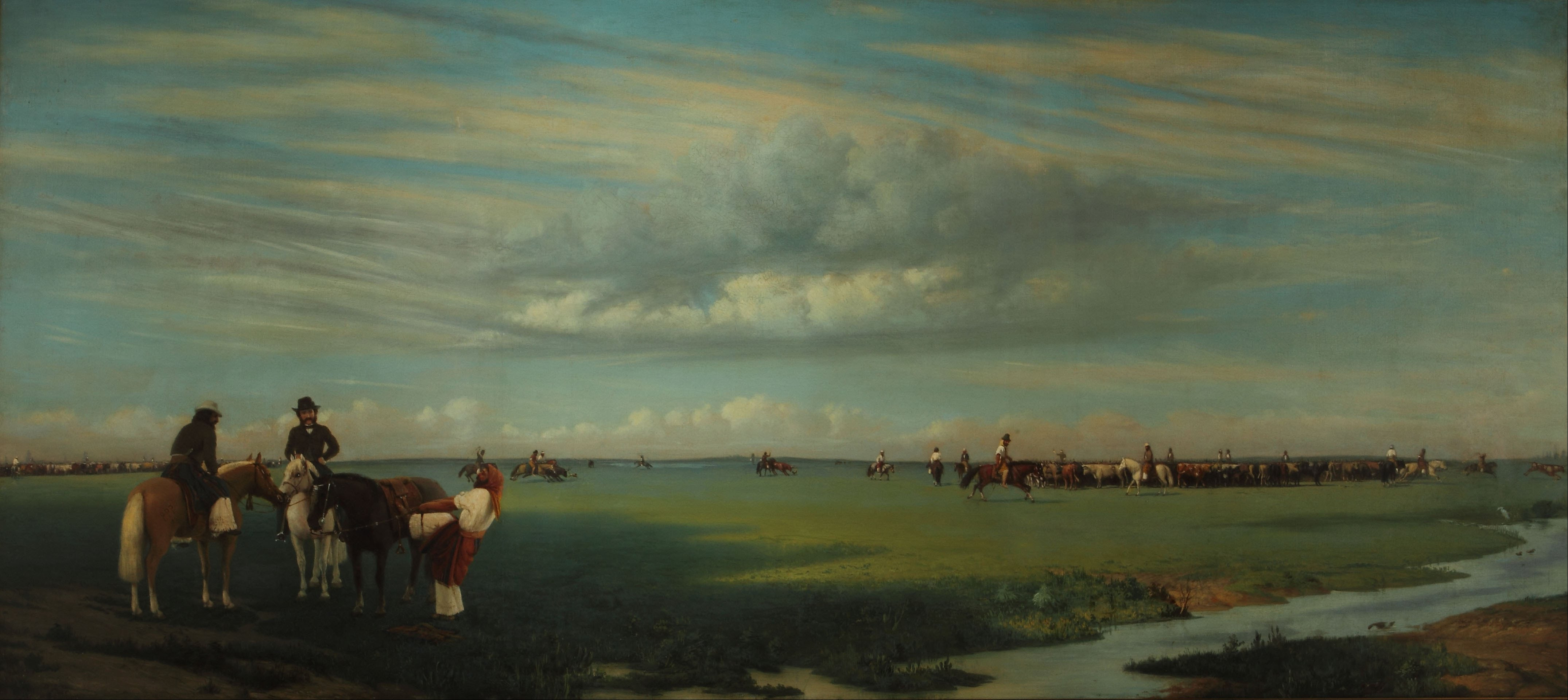
El rodeo
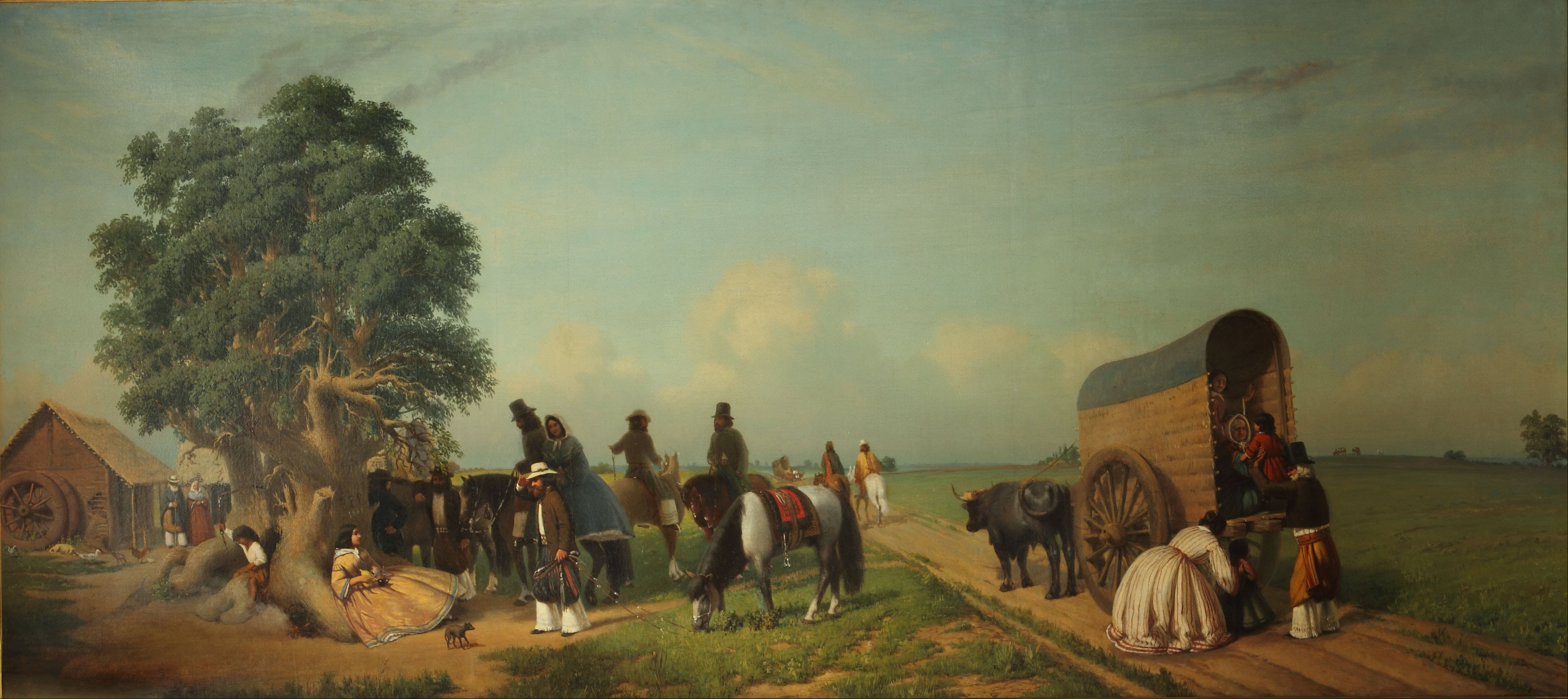
Пейзаж
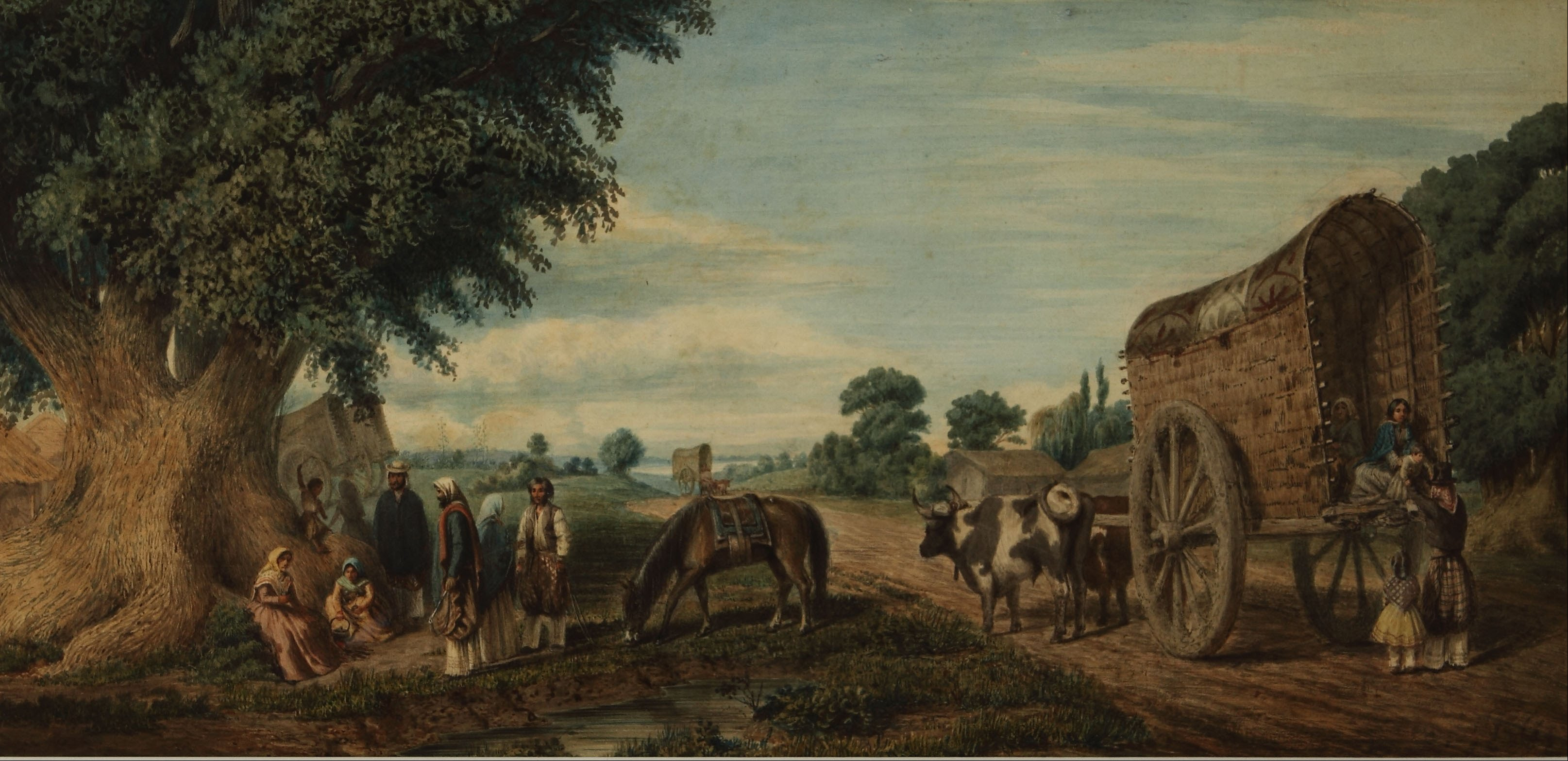